# Tùng Lĩnh
Tùng Lĩnh (tiếng Trung: 松岭区; bính âm: Sōnglǐng Qū) là một khu (quận) của địa cấp thị Đại Hưng An Lĩnh, tỉnh Hắc Long Giang, Trung Quốc. Mặc dù trên danh nghĩa khu vực quận này thuộc về Kỳ tự trị Oroqen, Nội Mông nhưng trên thực tế thuộc về Hắc Long Giang. Nền kinh tế của quận chủ yếu phụ thuộc vào ngành khai thác lâm sản.

### Trấn
- Tiểu Dương Khí (小扬气镇)
- Kình Tùng (劲松镇)
- Cổ Nguyên (古源镇)